# Сликвил (Пенсилванија)
Сликвил (енгл. Slickville) насељено је место без административног статуса у америчкој савезној држави Пенсилванија.

## Демографија
По попису из 2010. године број становника је 388, што је 16 (4,3%) становника више него 2000. године.
| Група             | 2000.       | 2010.       |
| Белци             | 363 (97,6%) | 370 (95,4%) |
| Афроамериканци    | 5 (1,3%)    | 9 (2,3%)    |
| Азијати           | 0 (0,0%)    | 0 (0,0%)    |
| Хиспаноамериканци | 4 (1,1%)    | 3 (0,8%)    |
| Укупно            | 372         | 388         |